# 14. říjen
14. říjen je 287. den roku podle gregoriánského kalendáře (288. v přestupném roce). Do konce roku zbývá 78 dní.

## Události

### Česko
- 1584 – Na Moravě začal platit gregoriánský kalendář, asi o 10 měsíců později než v Čechách.
- 1742 – V boji u Kadaně předvoj tereziánské armády porazil předvoj druhé francouzské armády maršála markýze Mailleboise a zmařil tak vyproštění vojska maršála Belle-Isla z blokované Prahy.
- 1848 – Císařský dvůr Ferdinanda I. se uchýlil do Olomouce, kde hledal ochranu před revolucí.  Olomouc tehdy byla mocnou vojenskou pevností.
- 1918
  - Generální stávka zorganizovaná Socialistickou radou na protest proti vývozu potravin a zboží do Rakouska. K jejímu řízení byl vytvořen akční výbor (B. Šmeral, J. Stivín, R. Bechyně, J. Stříbrný, …), který dal stávce politický význam vyhlášením československé samostatnosti, k němuž docházelo na mnoha místech; levicovější část výboru se pokusila o vyhlášení socialistické republiky. Rakouské úřady zvládly situaci nasazením vojska.
  - Edvard Beneš jako tajemník Národní rady československé po dohodě s T. G. Masarykem oznámil dohodovým státům ustavení prozatímní česko-slovenské vlády (26. září t. r.). Zaniká Československá národní rada.[1]
- 1922 – oficiální registrace týmu Baník Ostrava (tehdy jako SK Slezská Ostrava).
- 1949 – Arcibiskup Josef Matocha vysvětil v Olomouci tajně a za dramatických okolností Františka Tomáška na biskupa.
- 1990 – Předsedou Občanského fóra byl zvolen Václav Klaus. Z Občanského fóra odešly levicově orientované skupiny, jako Obroda aj.
- 2006 – Během prvoligového utkání proti Readingu utrpěl brankař Petr Čech v první minutě frakturu lebky, při střetu se Stephenem Huntem, který jej nešťastně trefil kolenem. Po návratu začal Petr Čech nosit helmu.
- 2015 – Vědci z Astronomického ústavu AV ČR v Ondřejově odhalili záhadu superbolidu Benešov, velmi jasného meteoru z roku 1991. Jako první na světě našli podle výpočtů dráhy zbytky meteoritu, který dopadl na Zemi před dvaceti lety.

### Svět
- 1066 – Bitva u Hastingsu: Armáda Viléma Dobyvatele porazila anglické vojsko, v bitvě padl anglický král Harold II.
- 1322 – Robert Bruce ze Skotska porazil krále Edwarda II. Anglického u Old Byland, a donutil ho akceptovat skotskou nezávislost
- 1492 – Kryštof Kolumbus opustil San Salvador a připlul do Santa Maria of Concepcion (Bahamy)
- 1915 – Bulharsko vyhlásilo válku Srbsku, vstoupilo tak na straně Ústředních mocností do První světové války.
- 1918 – Ve Francii vznikla Prozatímní československá vláda - T. G. Masaryk, Edvard Beneš, a M. R. Štefánik
- 1943 – Vypuklo povstání vězňů ve vyhlazovacím táboře Sobibor.
- 1947 – Chuck Yeager překonal na letounu Bell X-1 rychlost zvuku.
- 1962 – Špionážní letoun U-2 vyfotografoval sovětské raketové základny na Kubě. Dramaticky se vystupňovalo napětí v Kubánské krizi.
- 1968 – Americký sprinter Jim Hines se stal prvním člověkem v historii, který oficiálně zaběhl stometrový sprint pod 10,00 sekund.
- 1981 – Viceprezident Husní Mubárak nahradil ve funkci prezidenta Egypta Anvara as-Sádáta.
- 2012 – Felix Baumgartner uskutečnil „Skok ze stratosféry“.
- 2017 – Nejméně 240 lidí bylo zabito při sérii výbuchů v somálském hlavním městě Mogadišu.

## Narození

### Česko

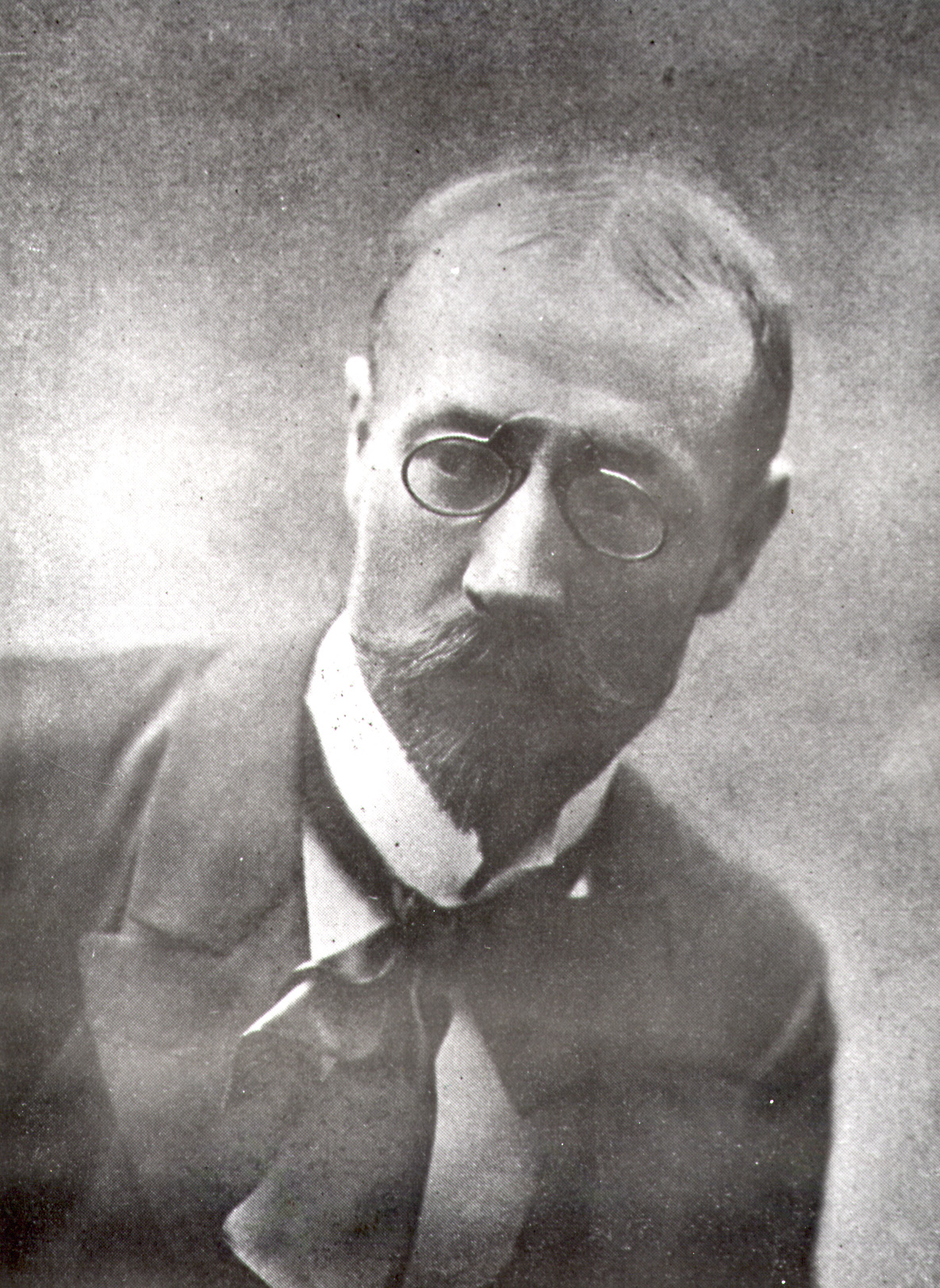
Alois Mrštík (* 1861)

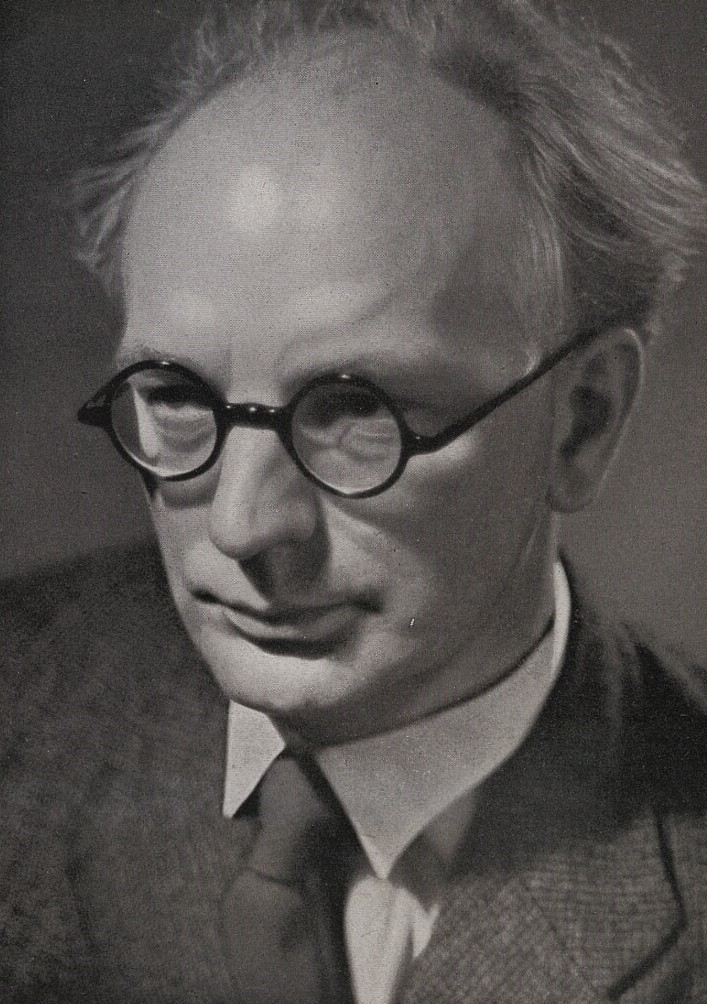
Karel Plicka (* 1894)

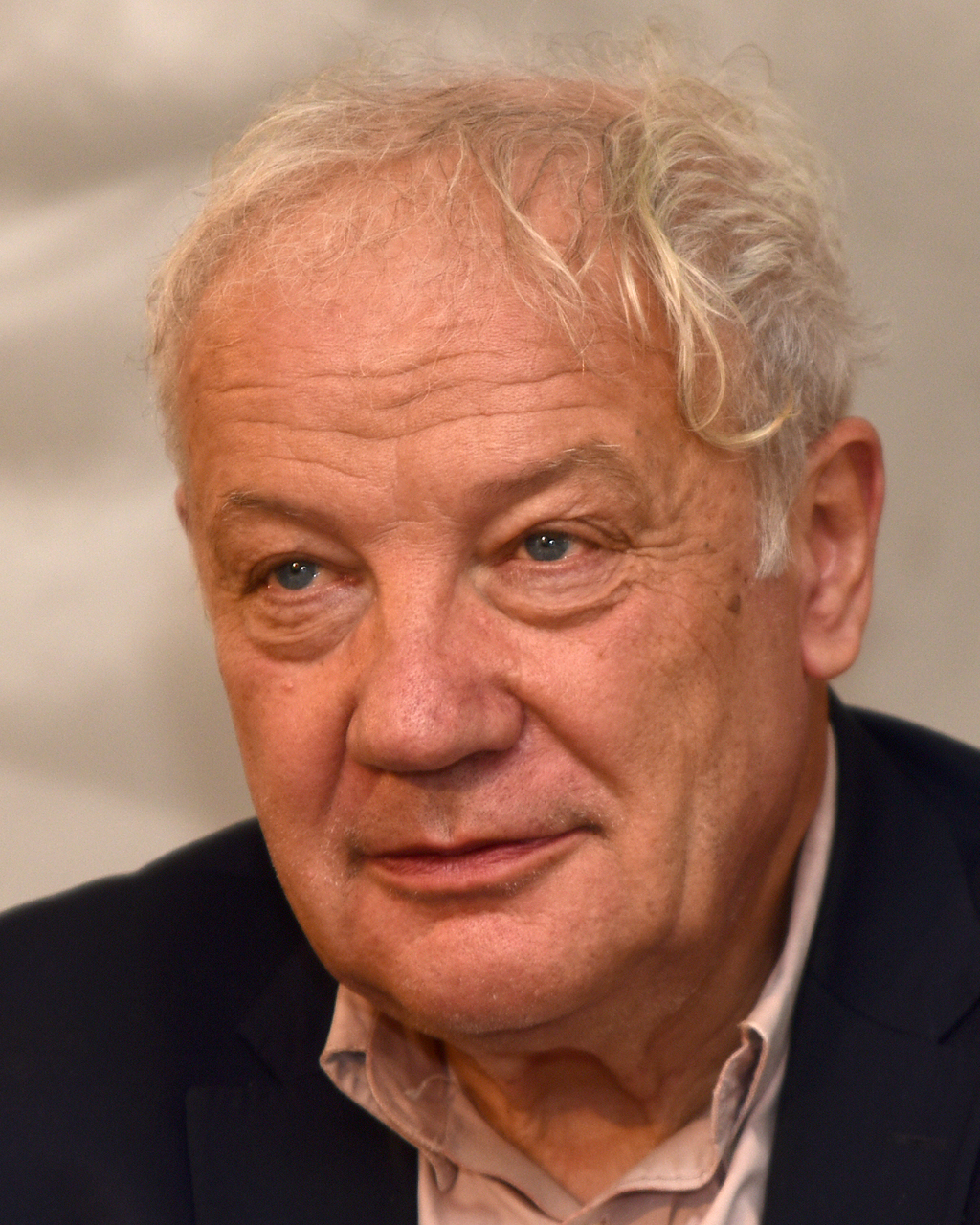
Martin Palouš (* 1950)

- 1860 – Ludvík Vaněk, československý právník a politik († 11. listopadu 1926)
- 1861 – Alois Mrštík, spisovatel († 24. února 1925)
- 1864 – Josef Karel Šlejhar, naturalistický spisovatel († 4. září 1914)
- 1866 – Karel Khun, kněz, kronikář a regionální historik († 12. prosince 1921)
- 1875 – Emil Smetánka, český bohemista († 6. ledna 1949)
- 1891 – Hubert Pilčík, český sériový vrah († 9. září 1951)
- 1894 – Karel Plicka, folklorista, hudebník, scenárista, režisér, kameraman a fotograf († 6. května 1987)
- 1903 – František R. Kraus, spisovatel, novinář a člen protinacistického odboje († 19. května 1967)
- 1905
  - Harry Jelínek, podvodník a kolaborant († 1986)
  - Vilma Vrbová-Kotrbová, česká malířka († 22. prosince 1993)
- 1907 – Antonín Svoboda, konstruktér prvních československých počítačů († 18. května 1980)
- 1912
  - Jiří Zdeněk Novák, spisovatel, scenárista a překladatel († 3. září 2001)
  - Vlastimil Kopecký, československý fotbalový reprezentant († 31. července 1967)
- 1920
  - Nina Popelíková, herečka († 18. dubna 1982)
  - Josef Kábrt, malíř, grafik, ilustrátor, animátor, režisér a scenárista († 7. února 1989)
- 1922 – Jaroslav Koutecký, fyzikální chemik († 10. srpna 2005)
- 1924 – Miroslav Škeřík, československý basketbalista a reprezentant († 11. ledna 2013)
- 1926 – Karel Bříza, kněz, hudební skladatel, varhaník a varhanář († 9. prosince 2001)
- 1927 – Emil Pažický, československý fotbalový reprezentant († 21. listopadu 2003)
- 1929 – Pavel Kohn, spisovatel († 18. června 2017)
- 1931 – Sylva Kysilková, horolezkyně († 19. února 2013)
- 1933 – Václav Šašek, český dramaturg a filmový scenárista
- 1942 – Josef Geryk, československý fotbalový brankář († 27. července 2013)
- 1946 – Jaromír Zelenka, český básník a překladatel
- 1949
  - Václav Hořejší, český molekulární imunolog
  - Karel Rais, rektor Vysokého učení technického v Brně a politik
- 1950 – Martin Palouš, český politik a diplomat
- 1952 – Eduard Gombár, vysokoškolský pedagog, arabista a historik († 5. ledna 2025)
- 1953
  - Petr Veselý, český malíř, výtvarný pedagog a básník
  - Miroslav Virius, matematik a fyzik
- 1955 – Stanislav Bernard, český podnikatel v oblasti pivovarnictví a médií
- 1956 – Jiří Pokorný, cyklista, bronzová medaile na OH 1980
- 1957 – Pavel Zemek-Novák, český hudební skladatel
- 1958 – Vladimír Valenta, hlavní hygienik České republiky
- 1970 – Daniela Peštová, modelka
- 1978 – Ondřej Rybář, biatlonista a trenér
- 1979 – Kateřina Stočesová, modelka
- 1986 – Oldřiška Marešová, atletka, výškařka
- 1989 – Kateřina Suchanová, basketbalistka
- 1992 – Jiří Procházka, zápasník MMA
- 1996 – Matěj Peňáz, kickboxer a zápasník MMA

### Svět

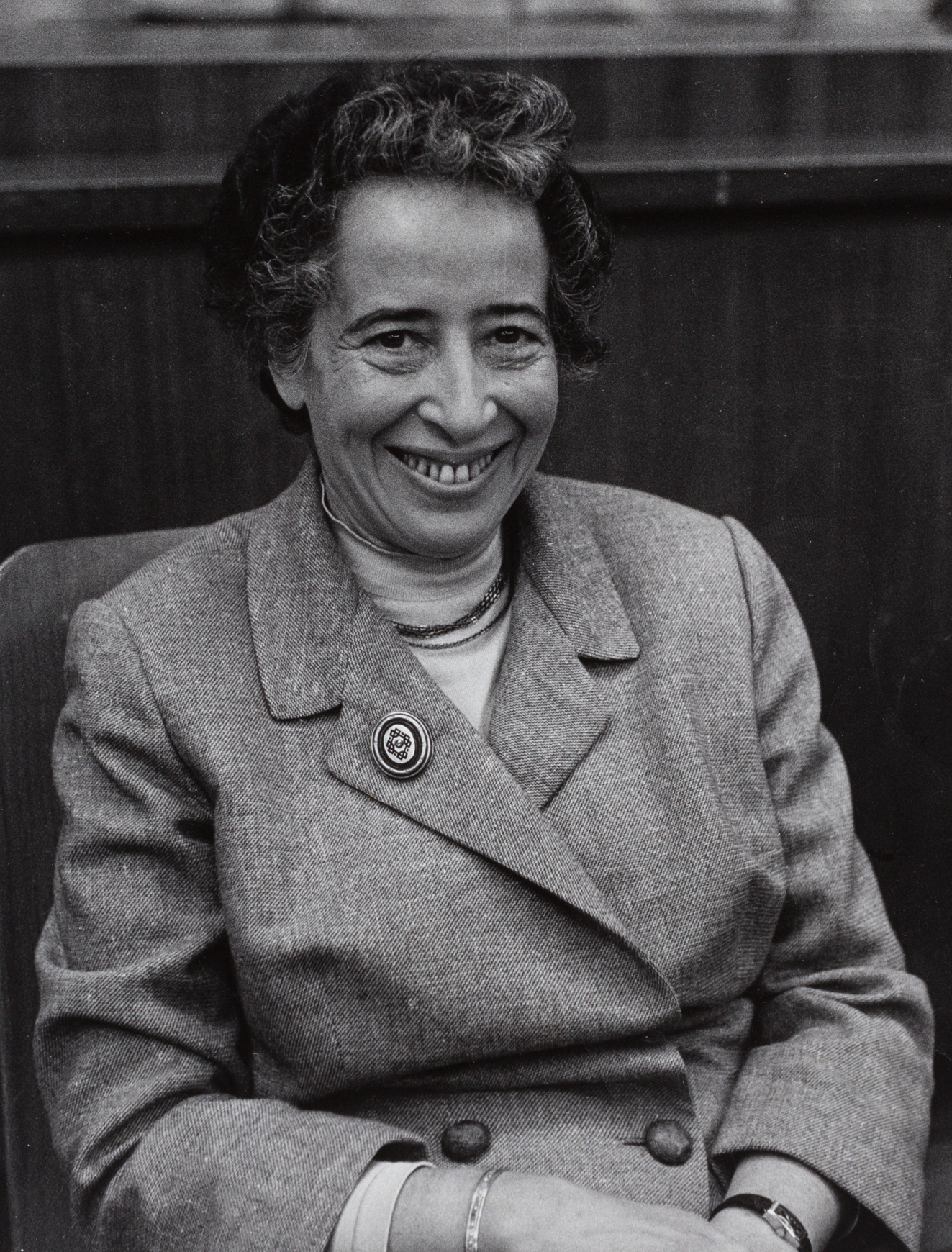
Hannah Arendtová (* 1906)

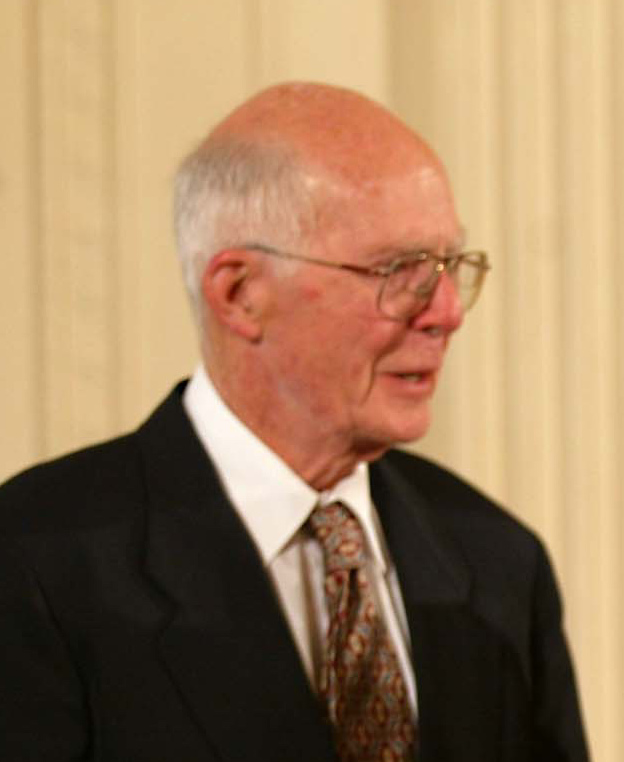
Raymond Davis mladší (* 1914)

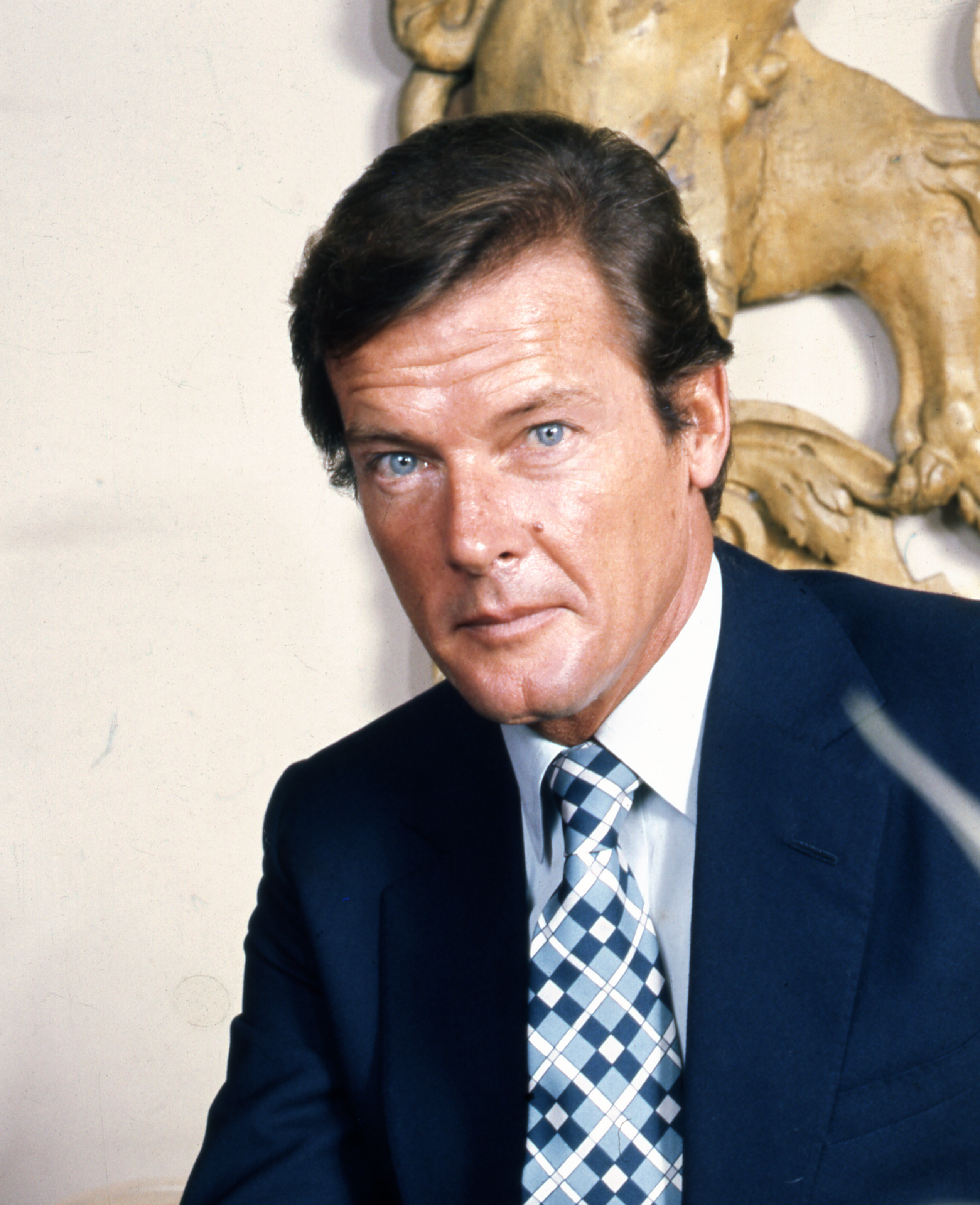
Roger Moore (* 1927)

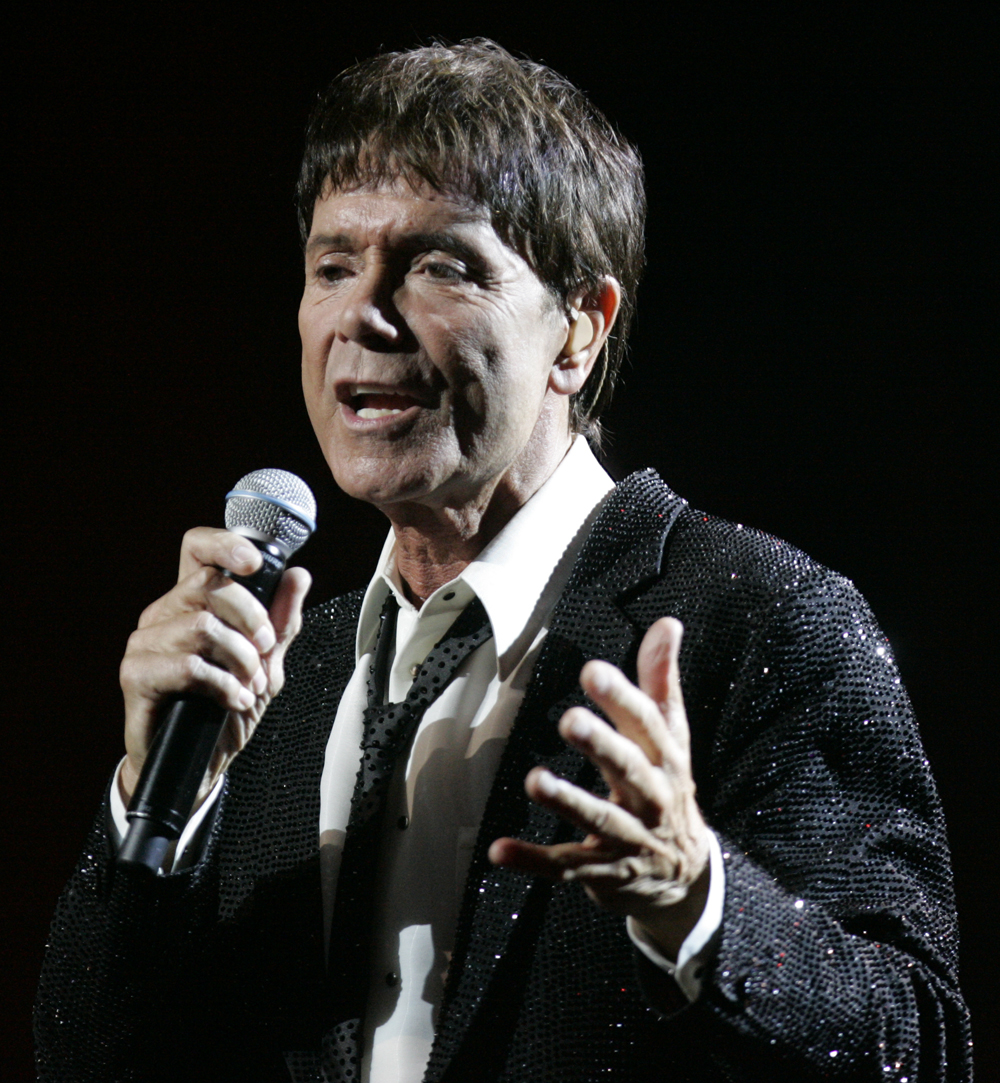
Cliff Richard (* 1940)

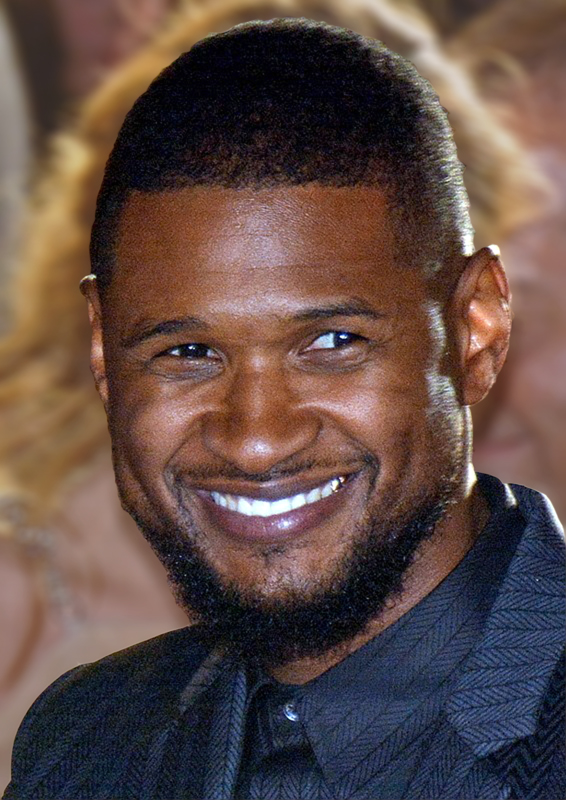
Usher (* 1978)

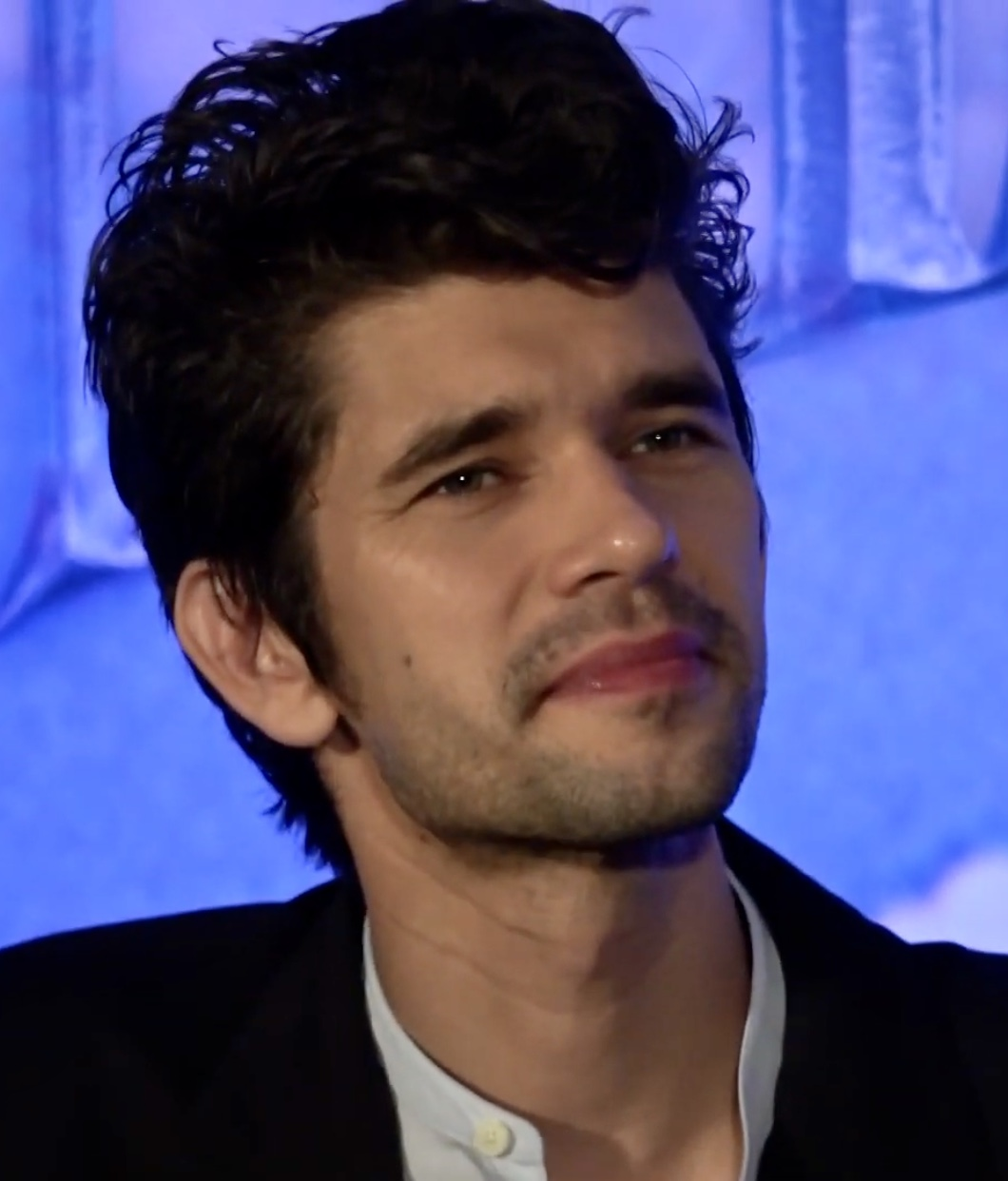
Ben Whishaw (* 1980)

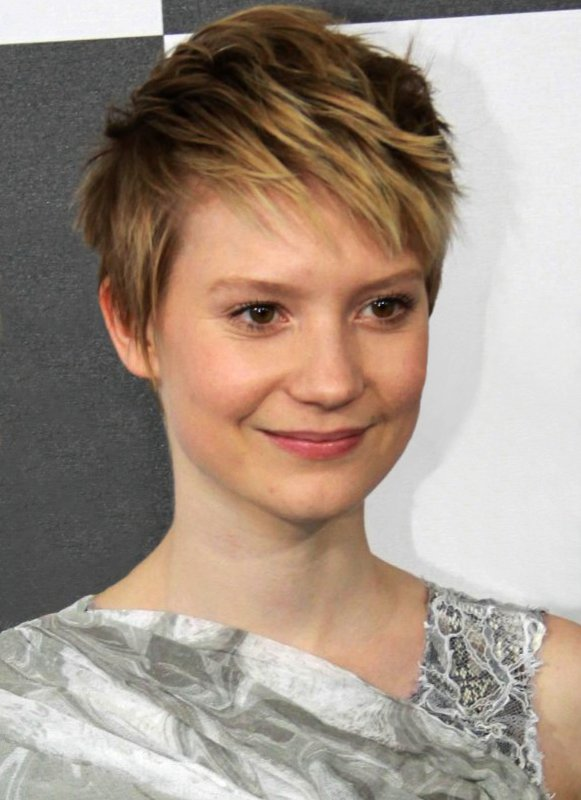
Mia Wasikowska (* 1989)

- 1006 – Geoffroy II. z Anjou, francouzský hrabě a válečník († 16. listopadu 1060)
- 1257 – Přemysl II. Velkopolský, polský král († 8. února 1296)
- 1524 – Alžběta Dánská, dánská princezna († 15. října 1586)
- 1630 – Žofie Hannoverská, hannoverská kurfiřtka, matka britského krále Jiřího I. († 8. června 1714)
- 1633 – Jakub II. Stuart, (VII. ve Skotsku), anglický král († 16. září 1701)
- 1644 – William Penn, kvakerský vůdce, zakladatel Pensylvánie († 30. července 1718)
- 1687 – Robert Simson, britský matematik († 1. října 1768)
- 1690 – Leopold Philipp vévoda z Arembergu, rakouský generál († 4. března 1754)
- 1712 – George Grenville, britský státník († 13. listopadu 1770)
- 1714 – Cristoforo Antonio Migazzi, rakouský arcibiskup a kardinál († 14. dubna 1803)
- 1733 – Franz Sebastian de Croix von Clerfayt, rakouský polní maršál († 21. července 1798)
- 1738 – Giovanni Zanotti, italský skladatel († 1. listopadu 1817)
- 1784 – Ferdinand VII., španělský král († 29. září 1833)
- 1788 – Edward Sabine, irský astronom († 26. června 1883)
- 1825 – Felix Pino z Friedenthalu, předlitavský státní úředník a politik († 14. dubna 1906)
- 1845 – Olindo Guerrini, italský básník († 21. října 1916)
- 1846 – Kazimír Felix Badeni, polský šlechtic, předseda vlády Předlitavska († 9. července 1909)
- 1856 – Vernon Lee, britská spisovatelka († 13. února 1935)
- 1859 – Ravachol, francouzský anarchista († 11. července 1892)
- 1864 – Stefan Żeromski, polský spisovatel a dramatik († 20. listopadu 1925)
- 1871 – Alexander Zemlinsky, rakouský dirigent a hudební skladatel († 15. března 1942)
- 1872
  - Reginald Doherty, britský tenista († 29. prosince 1910)
  - Momcsilló Tapavicza, srbský tenista, vzpěrač, zápasník a architekt († 10. ledna 1949)
- 1873
  - Jules Rimet, zakladatel fotbalového mistrovství světa († 16. října 1956)
  - Ray Ewry, americký atlet, osminásobný olympijský vítěz 1900–1908 († 29. září 1937)
  - José Serrano, španělský hudební skladatel († 8. března 1941)
- 1874 – Hugo Erfurth, německý fotograf († 14. února 1948)
- 1882 – Éamon de Valera, irský prezident († 29. srpna 1975)
- 1888 – Katherine Mansfieldová, novozélandská spisovatelka († 9. ledna 1923)
- 1890 – Dwight D. Eisenhower, 34. prezident USA († 28. března 1969)
- 1891 – Gottlieb Fiala, rakouský odborář a politik Komunistické strany Rakouska († 28. prosince 1970)
- 1892 – Andrej Ivanovič Jeremenko, sovětský vojevůdce († 19. listopadu 1970)
- 1893 – Lillian Gishová, americká herečka († 27. února 1993)
- 1894
  - Edward Estlin Cummings, americký básník, malíř a dramatik († 3. září 1962)
  - Heinrich Lübke, prezident Spolkové republiky Německo († 6. dubna 1972)
  - Sail Mohamed, francouzský anarchista († duben 1953)
- 1895 – Josip Vidmar, slovinský literární kritik, esejista a politik († 11. duben 1992)
- 1900 – W. Edwards Deming, americký statistik († 20. prosince 1993)
- 1904 – Christian Pineau, francouzský politik († 5. dubna 1995)
- 1906
  - Hannah Arendtová, americká politoložka a spisovatelka německého původu († 4. prosince 1975)
  - Hasan al-Banná, muslimský teolog, zakladatel Muslimského bratrstva († 12. února 1949)
- 1907 – Bohumil Vančo, slovenský psycholog, umělec, vynálezce, fotograf a filmový pracovník († 25. října 1990)
- 1911 – Lê Ðức Thọ, vietnamský revolucionář, Nobelova cena za mír 1973 († 13. října 1990)
- 1912 – Walter Gotschke, německý malíř († 28. srpna 2000)
- 1914 – Raymond Davis mladší, americký fyzik († 31. května 2006)
- 1915 – Loris Francesco Capovilla, italský kardinál († 26. května 2016)
- 1918 – Thelma Coyneová Longová, australská tenistka († 13. dubna 2015)
- 1922 – Zizinho, brazilský fotbalista († 8. února 2002)
- 1927
  - Kenny Roberts, americký zpěvák († 29. dubna 2012)
  - Roger Moore, anglický herec (James Bond), velvyslanec UNICEF († 23. května 2017)
- 1930 – Mobutu Sese Seko, prezident Zairu († 7. září 1997)
- 1931 – Nikhil Banerdží, indický hráč na sitár († 27. ledna 1986)
- 1932
  - Antonio Gálvez Ronceros, peruánský spisovatel a profesor lingvistiky
  - Bernie Siegel, americký dětský chirurg a spisovatel
  - Wolf Vostell, německý performer, sochař a malíř († 3. dubna 1998)
- 1933 – Wilfried Dietrich, německý zápasník, olympijský vítěz († 3. června 1992)
- 1935 – La Monte Young, americký hudební skladatel
- 1938 – Farah Pahlaví, íránská císařovna
- 1939 – Ralph Lauren, americký módní návrhář
- 1940 – Cliff Richard, anglický zpěvák
- 1942 – Péter Nádas, maďarský spisovatel
- 1943
  - Fritz Pauer, rakouský klavírista a hudební skladatel († 1. července 2012)
  - Dyanne Thorne, americká herečka († 28. ledna 2020)
  - Muhammad Chátamí, íránský učenec, filosof, ší'itský teolog a reformní politik
- 1944 – Udo Kier, německý herec
- 1945
  - Colin Hodgkinson, britský rockový, jazzový a bluesový baskytarista
  - Bernard Chouet, švýcarský geofyzik
  - Tony Duran, britský kytarista a zpěvák († 19. prosince 2011)
- 1946
  - François Bozizé, prezident Středoafrické republiky
  - Justin Hayward, britský kytarista
  - Dan McCafferty, zpěvák skotské hard rockové skupiny Nazareth
- 1949 – Cristina García Rodero, španělská fotografka
- 1950 – Sheila Youngová, americká rychlobruslařka a cyklistka, olympijská vítězka
- 1951 – David Shulist, kašubský autor
- 1952 – Nikolaj Andrianov, sovětský gymnasta († 21. března 2011)
- 1956 – Gabriela Habsburská, německá sochařka
- 1958 – Brane Mozetič, slovinský básník, prozaik a překladatel
- 1959 – Alexej Kasatonov, sovětský lední hokejista
- 1960 – Steve Cram, britský atlet, běžec na středních tratích
- 1965 – Jüri Jaanson, estonský veslař
- 1968 – Robert C. Cooper, kanadský scenárista a producent
- 1971 – Jyrki Katainen, bývalý finský premiér
- 1978
  - Usher, americký zpěvák
  - Kathleen Rubinsová, americká mikrobioložka a astronautka
- 1980 – Ben Whishaw, anglický herec
- 1983 – Betty Heidlerová, německá atletka, kladivářka
- 1985
  - Andrea Fischbacherová, rakouská lyžařka
  - Martial Mbandjock, francouzský atlet, sprinter
- 1989 – Mia Wasikowska, australská herečka
- 1993 – Ardie Savea novozélandský ragbista
- 1999 – Quinn Hughes, americký lední hokejista
- 2001 – Rowan Blanchard, americká herečka

## Úmrtí

### Česko

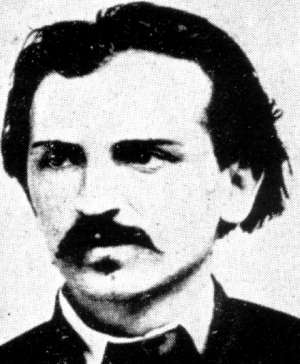
Josef Václav Frič († 1890)

- 1347 – Petr I. z Rožmberka, šlechtic (* 1291)
- 1784 – Karel Maxmilián z Ditrichštejna, šlechtic (* 28. dubna 1702)
- 1885 – Benedikt Roezl, cestovatel, zahradník a botanik (* 13. srpna 1823)
- 1890 – Josef Václav Frič, spisovatel, novinář a politik (* 5. září 1829)
- 1897 – Jan Tille, rektor Českého vysokého učení technického (* 17. září 1833)
- 1909 – František Bohuslav Batovec, velkoobchodník a tiskař (* 5. října 1846)
- 1913 – Václav Robert z Kounic, český politik (* 26. září 1848)
- 1914 – Josef Böttinger, český fotograf (* 29. ledna 1839)
- 1935 – Celda Klouček, sochař, štukatér a paleontolog (* 6. prosince 1855)
- 1936 – Břetislav Rérych, regionální vlastivědný pracovník a historik (* 31. července 1872)
- 1986 – Zdeněk Pohl, motocyklový a automobilový závodník (* 19. května 1907)
- 1991 – Ladislav Báča, vlastivědný pracovník (* 24. června 1908)
- 1993 – Lída Plachá, herečka (* 24. listopadu 1921)
- 2002 – Gabriela Wilhelmová, herečka (* 19. ledna 1942)
- 2003 – Miloš Sádlo, violoncellista (* 13. dubna 1912)
- 2006 – Richard Jeřábek, český etnolog a pedagog (* 14. května 1934)
- 2009 – Otakar Černý, válečný veterán, letec RAF a odbojář (* 28. listopadu 1919)
- 2010 – Dušan Papoušek, český vědec a spisovatel (* 8. května 1930)
- 2011 – Bedřich Zelenka, humorista, publicista, televizní a rozhlasový dramaturg (* 3. prosince 1921)
- 2014 – Petr Vejvoda, student obchodní akademie (* 20. května 1998)
- 2021 – Vladimír Opletal, kameraman (* 26. února 1931)
- 2024 – Jiří Hromada, herec, dabér a gay aktivista (* 14. června 1958)

### Svět

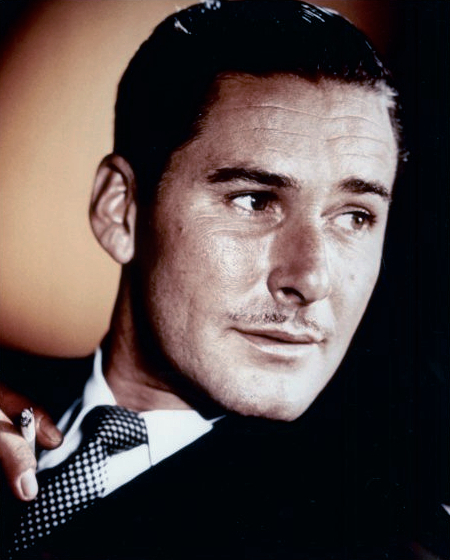
Errol Flynn († 1959)

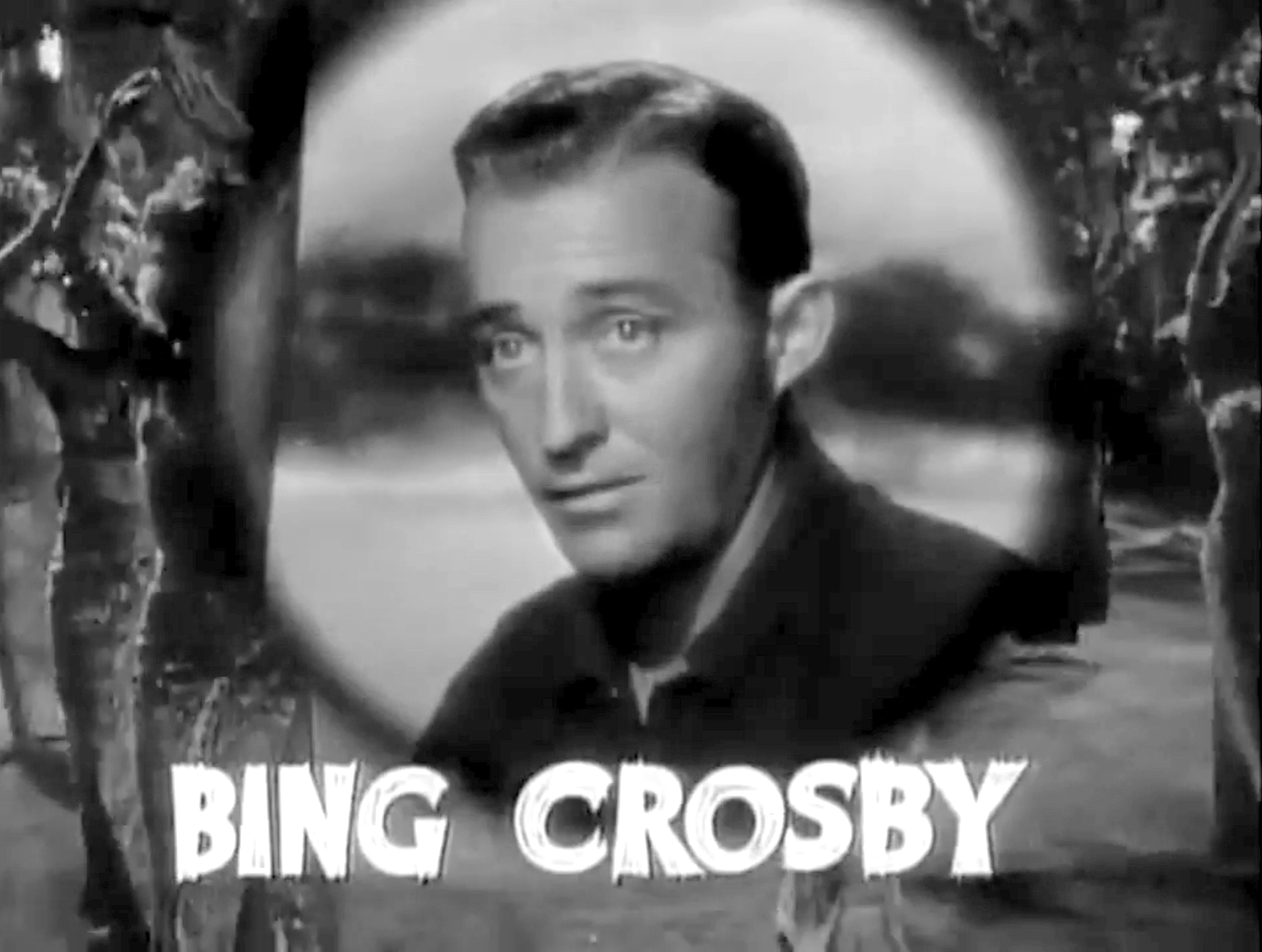
Bing Crosby († 1977)

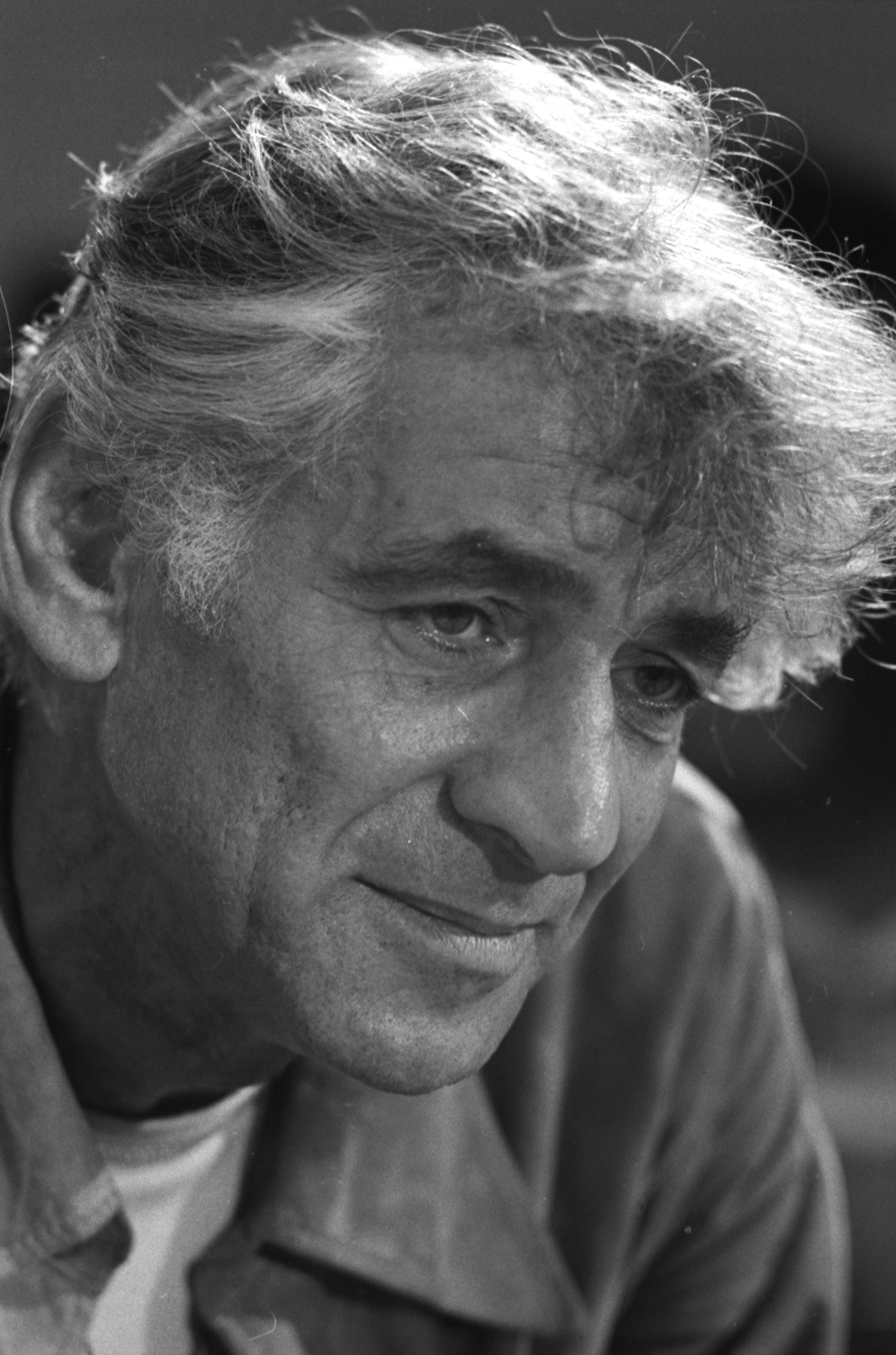
Leonard Bernstein († 1990)

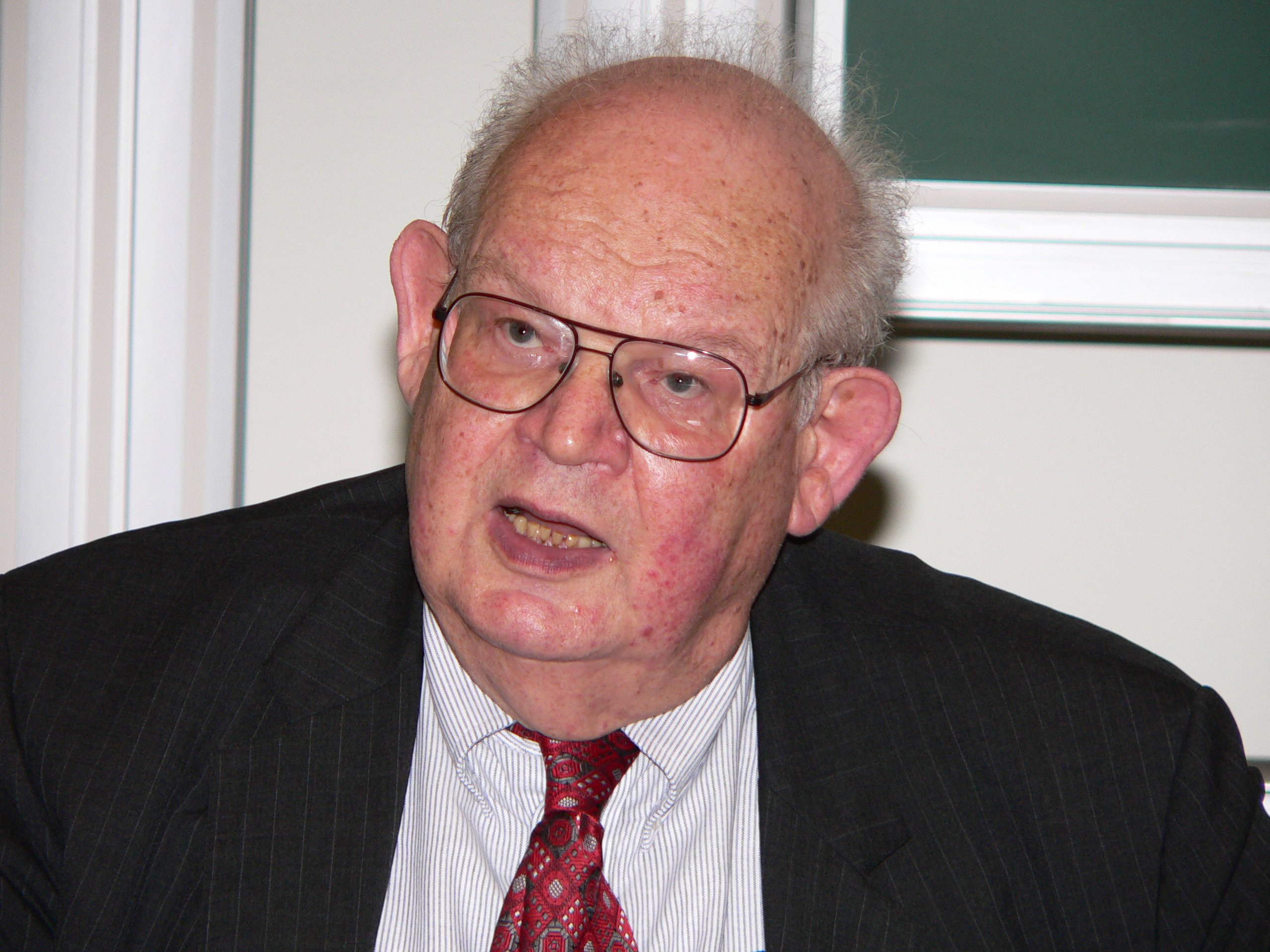
Benoît Mandelbrot († 2010)

- 1066 – Harold II. Godwinson, anglosaský král (* cca 1022)
- 1211 – Ferdinand Kastilský, kastilský infant a následník trůnu (* 29. listopadu 1189)
- 1217 – Isabela z Gloucesteru, manželka anglického krále Jana Bezzemka (* 1173)
- 1240 – Razia ad-Dín, žena, která vládla v Dillí jako mamlúcký sultán (* 1205)
- 1310 – Blanka z Anjou, královna aragonská, sicilská a valencijská (* 1280)
- 1632 – František II. Lotrinský, vévoda lotrinský, barský a hrabě z Vaudemont (* 27. února 1572)
- 1638 – Gabriello Chiabrera, italský básník a operní libretista (* 18. července 1552)
- 1669 – Pietro Antonio Cesti, italský operní skladatel (* 5. srpna 1623)
- 1677 – Ján Misch, jezuitský přírodovědec (* 9. listopadu 1613)
- 1688 – Joachim von Sandrart, malíř, rytec a historik umění (* 12. května 1606)
- 1719 – Arnold Houbraken, nizozemský malíř a životopisec (* 28. března 1660)
- 1733 – Pietro Pariati, italský básník a operní libretista (* 27. března 1665)
- 1758 – Vilemína Pruská, pruská princezna (* 3. července 1709)
- 1790 – William Hooper, americký právník (* 17. července 1742)
- 1817 – Fjodor Fjodorovič Ušakov, ruský admirál (* 24. února 1744)
- 1830 – Luisa Hesensko-Darmstadtská, velkovévodkyně Sasko-výmarsko-eisenašská (* 30. ledna 1757)
- 1833
  - Vincenz August Wagner, rakouský právník (* 7. března 1790)
  - Santos Ladrón de Cegama, španělský generál (* 1784)
- 1850 – Wilhelm Hanstein, německý šachový mistr (* 3. srpna 1811)
- 1857 – Johan Christian Dahl, norský malíř (* 24. února 1788)
- 1897 – Peter le Page Renouf, britský egyptolog (* 23. srpna 1822)
- 1925 – Eugen Sandow, anglický kulturista (* 2. dubna 1867)
- 1941 – Hjalmar Söderberg, švédský spisovatel, dramatik a literární kritik (* 2. července 1869)
- 1943 – Ša'ul Černichovski, židovský básník, esejista, překladatel a lékař (* 20. srpna 1875)
- 1944
  - Josif Iremašvili, ruský revolucionář, člen frakce menševiků (* 24. dubna 1878)
  - Erwin Rommel, německý polní maršál (* 15. listopadu 1891)
- 1948 – Marie Meklenburská, princezna Julius Ernst z Lippe (* 8. května 1878)
- 1954 – Bohumil Váňa, československý politik, oběť komunismu (* 2. prosince 1896)
- 1956 – Jehuda Mozes, izraelský podnikatel a mediální magnát (* 1886)
- 1959 – Errol Flynn, australský herec (Robin Hood) (* 20. června 1909)
- 1961 – Paul Ramadier, francouzský politik, předseda vlády (* 17. března 1888)
- 1967 – Marcel Aymé, francouzský spisovatel a dramatik (* 29. března 1902)
- 1977 – Bing Crosby, americký zpěvák a herec (* 3. května 1903)
- 1978 – Boleslaw Filipiak, polský kněz a kardinál (* 1. září 1901)
- 1984 – Martin Ryle, britský radioastronom, držitel Nobelovy ceny (* 27. září 1918)
- 1985 – Emil Gilels, ruský klavírista (* 19. října 1916)
- 1989 – Klavdija Majučajová, sovětská atletka, oštěpařka (* 15. května 1918)
- 1990 – Leonard Bernstein, americký hudební skladatel a dirigent (* 25. srpna 1918)
- 1995 – Ellis Petersová, anglická spisovatelka (* 28. září 1913)
- 1997 – Harold Robbins, americký spisovatel (* 21. května 1916)
- 1998 – Werner Legère, německý spisovatel (* 28. května 1912)
- 1999 – Julius Nyerere, prezident Tanzanie (* 13. dubna 1922)
- 2001 – David Kellogg Lewis, americký filozof (* 28. září 1941)
- 2010
  - Benoît Mandelbrot, americko-francouzský matematik polského původu (* 20. listopadu 1924)
  - Hermann Scheer, německý poslanec, ekologický aktivista, odborník na energetiku (* 29. dubna 1944)
- 2014 – Isaiah Ikey Owens, americký hudebník a hudební producent (* 1. prosince 1975)
- 2015 – Mathieu Kérékou, prezident Beninu (* 2. září 1933)
- 2019 – Harold Bloom, americký literární kritik (* 11. července 1930)
- 2022
  - Robbie Coltrane, skotský herec a komik (* 30. března 1950)
  - Ralf Wolter, německý herec a komik (* 26. listopadu 1926)

## Svátky

### Česko
- Agáta
- Krasomil, Krasoslav
- Socialistický kalendář: Generální stávka vedená Socialistickou radou (1918)

Katolický kalendář
- Svatý Kalixt I. – 16. papež katolické církve.

### Svět
- Světový den standardů
- USA: Columbus Say (je-li pondělí)
- Kanada: Thansgiving Day (je-li pondělí)
- Jemen: Den nezávislosti
- Samoa: Bílá neděle (je li 2.neděle v měsíci)
- Portoriko: Den přátelství (je-li pondělí)
- Polsko: Den vzdělání (dříve Den učitelů)
- Havaj: Den objevení (je-li pondělí)

Pravoslavné církevní kalendárium (podle starého juliánského kalendáře 1. říjen):
- Záštita přesvaté Bohorodice; svátek